# Memorial das Vítimas do Comunismo e da Resistência
Memorial das Vítimas do Comunismo e da Resistência (em romeno:  Memorialul Victimelor Comunismului şi al Rezistenţei) na Romênia consiste no Museu Sighet (muitas vezes confundido com o Memorial) e no Centro Internacional de Estudos do Comunismo.

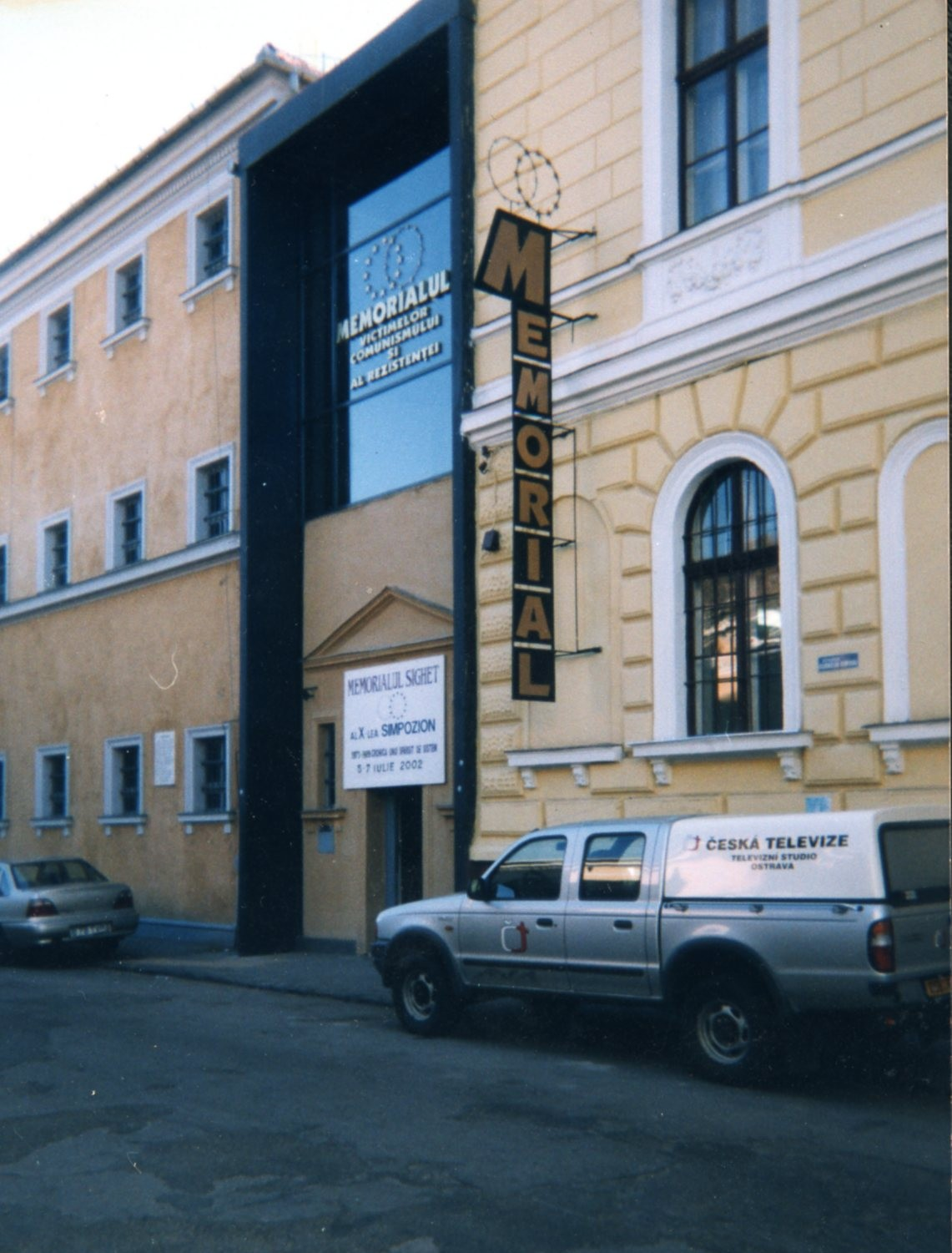
Entrada do Museu Memorial Sighet

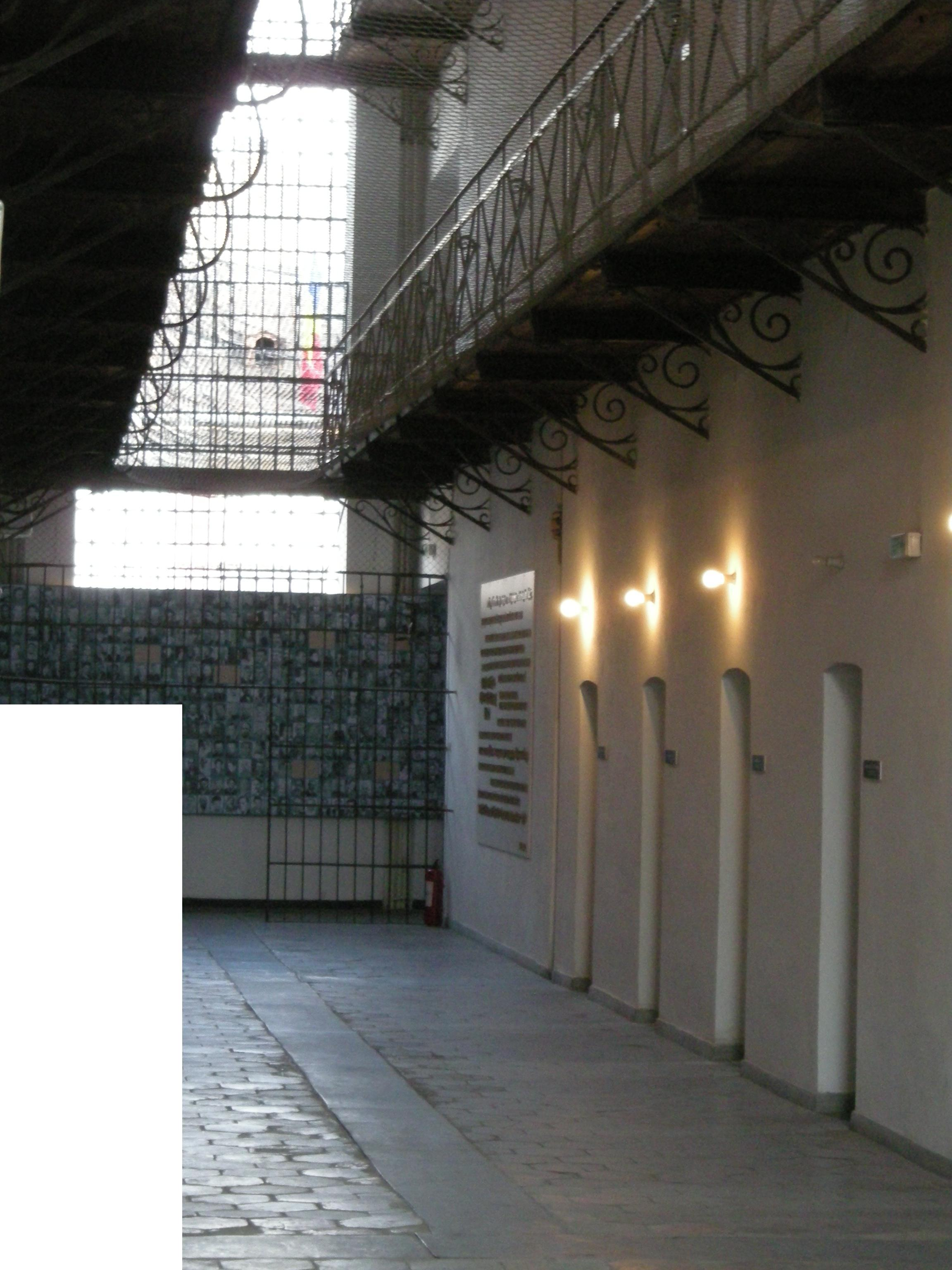
Interior com portas de célula

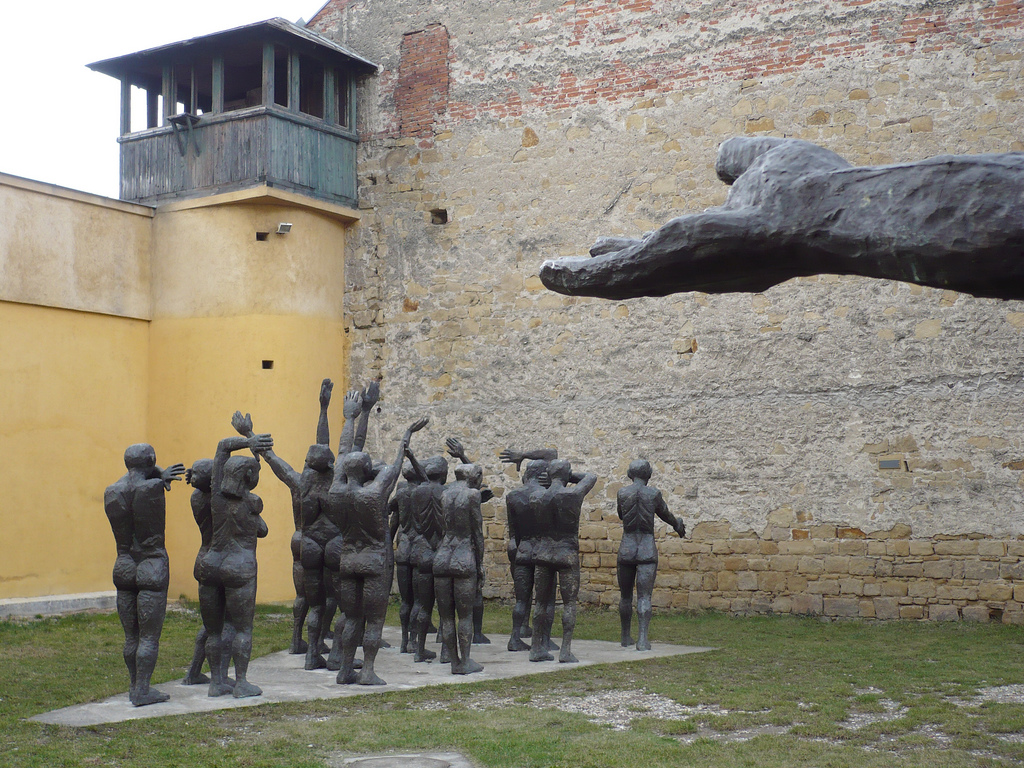
Procissão dos seres sacrificados, por Aurel I. Vlad

## Centro Internacional de Estudos do Comunismo
O Centro foi fundado em 1993 por Ana Blandiana e Romulus Rusan . Criado e administrado pela Civic Academy Foundation, é um instituto de pesquisa, museografia e educação.

## Museu Memorial de Sighet
O museu foi criado pelo Centro de Estudos do Comunismo na base da antiga prisão de Sighet em 1993.
A restauração do prédio da prisão foi concluída em 2000. Cada cela da prisão tornou-se uma sala de museu, que juntos apresentava a cronologia do sistema totalitário na Romênia comunista.